# شارع الأزهر

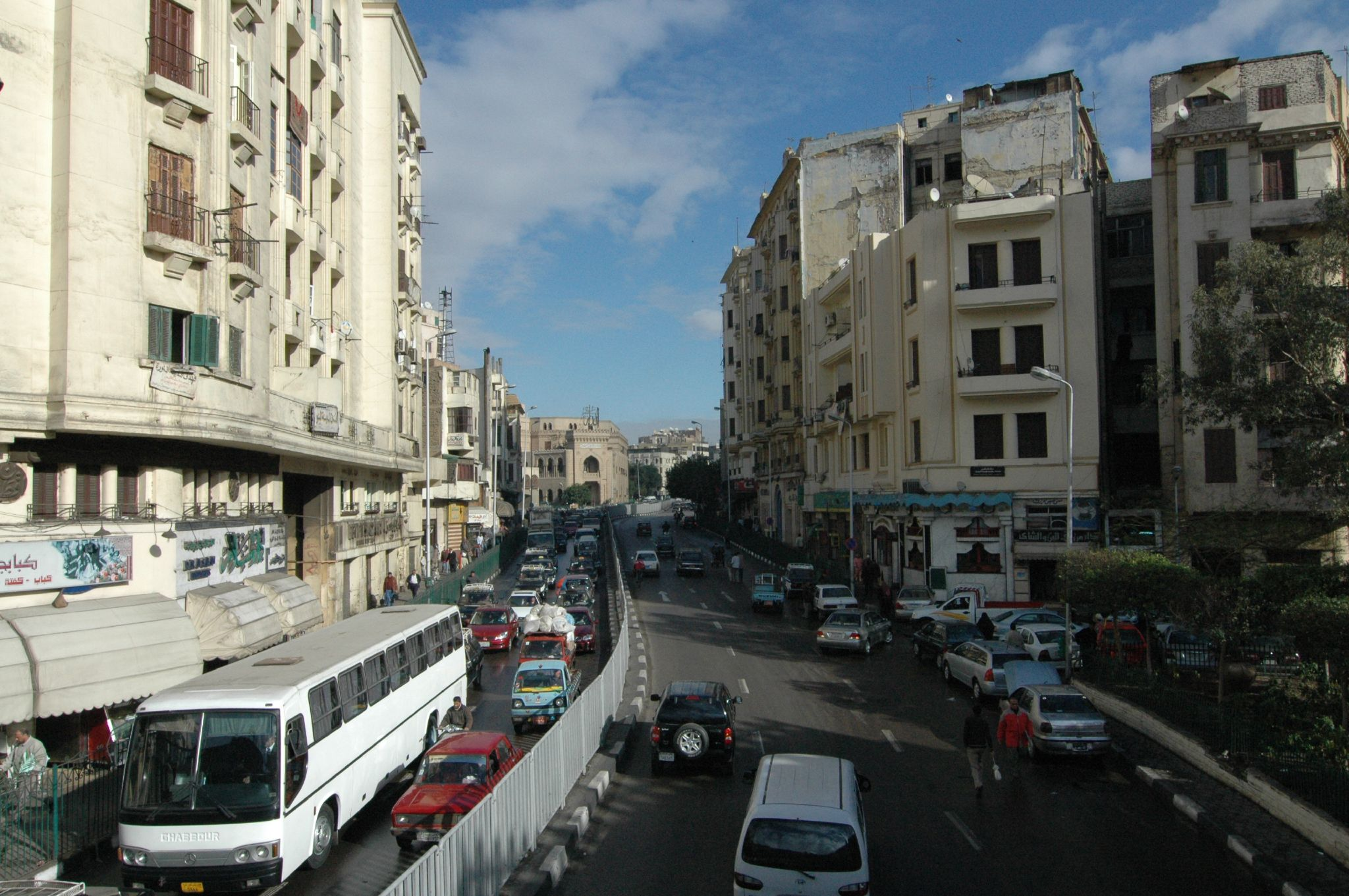
شارع الأزهر

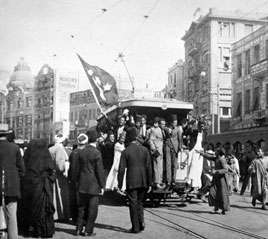
مظاهرة أثناء ثورة 1919 على ترامواي كالذي مر بشارع الأزهر

شارع الأزهر من أهم المحاور المرورية في العاصمة المصرية القاهرة وسمي نسبة للجامع الأزهر الذي يمر به الشارع وهو الشريان الرئيسي الذي يصل بين منطقة الأزهر وباقي مناطق العاصمة بجانب شارع بورسعيد.

## التاريخ

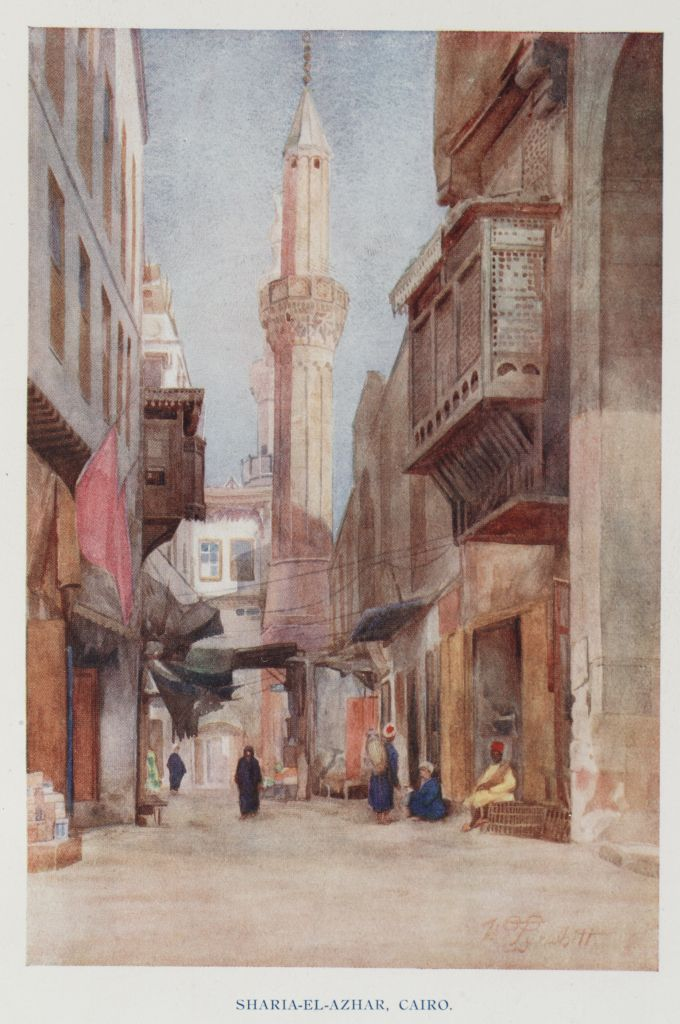
شارع الأزهر قبل توسعته، سنة 1907م

أنشأه الإنجليز لضمان إمكانية نقل المعدات والوحدات العسكرية للمنطقة التي كانت عصب ثورة 1919 في مصر والتي لعب الأزهر دورا محوريا فيها، وكان أحد أول طرق المنطقة أنشئ على الطراز الأوروبي (المستقيم الواسع). وكان يمر به ترامواي.